# Roquepertuse
Roquepertuse is de vindplaats van een belangrijk keltische heiligdom in Frankrijk. Het bevindt zich in de gemeente Velaux bij Marseille in de Provence. Het was een religieus centrum zonder woongebouwen. Het is vernietigd na een aanval van de Romeinen in 124 voor Christus. Het is ontdekt in 1860 en werd in 1923 door H. de Gérin-Ricard uitgegraven.

## Vondsten
Officieel worden de vondsten op de derde eeuw voor Christus gedateerd, omdat de Kelten zich pas in die tijd vanuit hun oorspronkelijke gebied (Zuid-Duitsland, Noord-Frankrijk, Zwitserland) verbreidden.
De kleding en de houding van de "Boeddhabeelden" wijzen echter op een hogere leeftijd (5e of 6e eeuw voor Christus).
- 1x tweegezichtige, androgyne Sculptur, genaamd: Hermes (0,2 m hoog)
- 3x zuilen met uitsparingen voor mensenschedels
- 2x standbeelden in Boeddha-houding (0,62 m hoog)
- 1x grote Vogel

## De ondergang van het heiligdom Roquepertuse
Tijdens de Tweede Punische Oorlog verbonden de Romeinen zich door een alliantie met het Griekse kolonie Masallia (Marseille). In de buurt van deze stad bedreigden Keltische stammen de Griekse kolonies en vielen de Romeinse troepen op de doorreis aan. De Grieken riepen de hulp in van de machtige bondgenoot en Rome organiseert in 125 v.Chr. een eerste strafexpeditie. De Kelten verdedigden zich heftig en aanvankelijk ook met succes. De Romeinen verloren er enkele soldaten en trekken zich terug. Met afschuw vermelden de Romeinse bronnen, dat de Kelten de lichamen van de dode tegenstanders onthoofden en de gebalsemde schedels tegen de muren van hun heiligdommen en huizen spijkeren.
In het daarop volgende jaar volgde een tweede strafexpeditie onder de leiding van consul Gaius Sextius Calvinus. De troepen werden nu begeleid door een zware artillerie van katapulten, die stenen kogels met een gewicht van ca. 6 kilogram afschoten. De Romeinen plaatsten deze voertuigen op de helling van de hoofdstad Entremont en van het nationale heiligdom, de acropolis Roquepertuse. Na enkele dagen beschieting en de vlucht van de bewoners vernietigden de Romeinen Entremont en Roquepertuse totaal. De houten constructies van de gebouwen werden door vuurpijlen of na de verovering in brand gestoken. Een wederopbouw werd verboden en de troepen vestigden naast Entremont een nieuwe plaats met de naam Colonia Aquae Sextia, het huidige Aix-en-Provence.
De Romeinen ontplooiden vervolgens in het Keltenland de beroemde “Pax Romana”. Het volk der Saliërs werd vrijwel geheel uitgemoord en vervangen door andere Kelten, Grieken en Romeinen. Roquepertuse en Entremont werden nooit meer opgebouwd.